# Sint-Martinuskerk (Martenslinde)

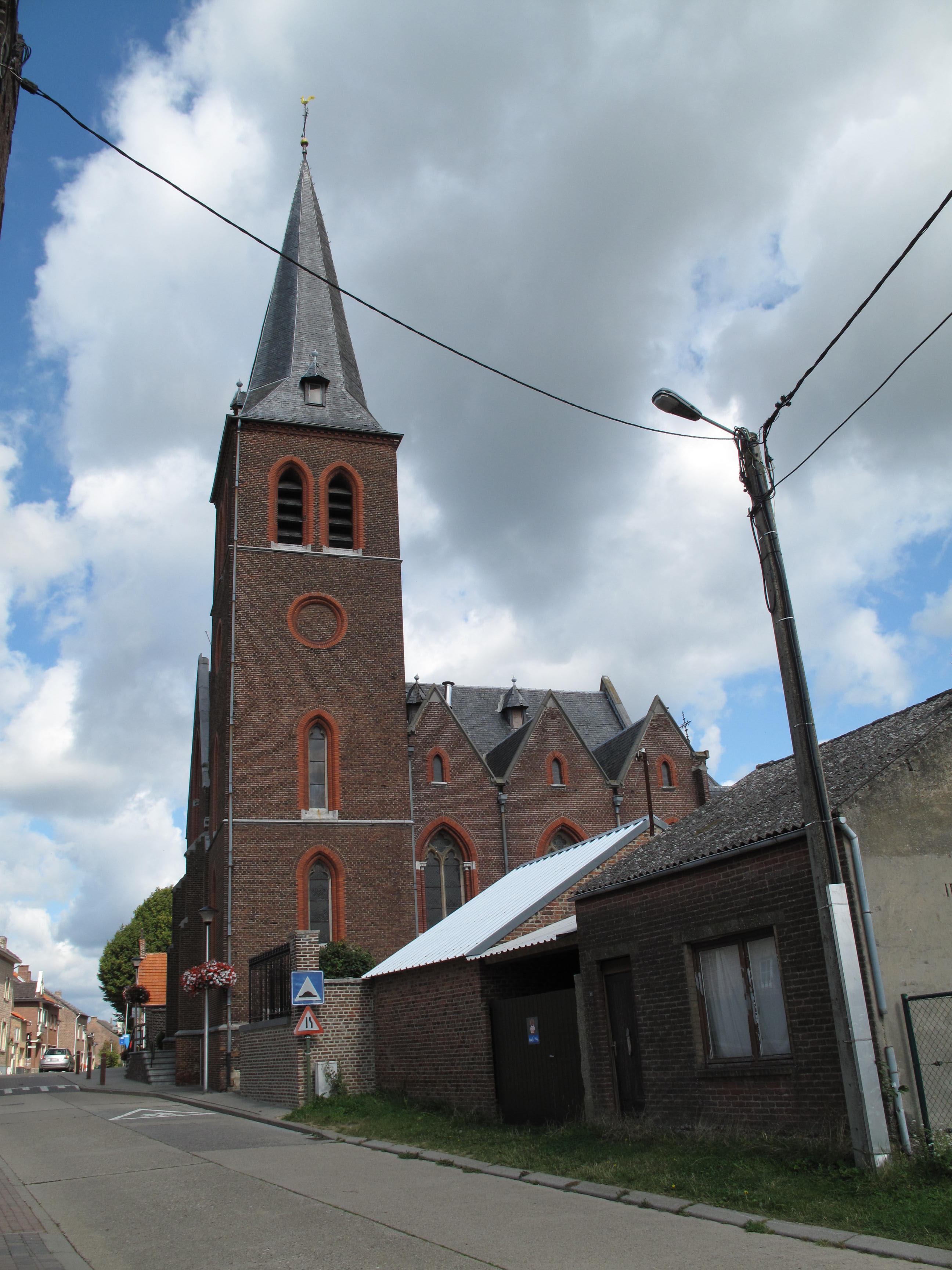
De Sint-Martinuskerk in 2009

De Sint-Martinuskerk is de parochiekerk van Martenslinde, gelegen aan de Martenslindestraat.

## Geschiedenis
Vanouds had Martenslinde een aan de Heilige Martinus gewijde kapel, die gesticht werd door de Abdij van Munsterbilzen en die ondergeschikt was aan de parochie van Bilzen. Deze werd in 1803 verheven tot parochiekerk.
In 1892 werd deze kerk gesloopt, waarbij het koor behouden bleef. Een nieuwe, neogotische, kerk werd gebouwd die ontworpen werd door Mathieu Christiaens. Van 1935-1941 werd het schip hersteld en werden, op de grond van het oude kerkhof, de zijbeuken aangebouwd.

## Gebouw
De kerk heeft een driebeukig schip in baksteen op een breukstenen plint. Aan de zuidzijde van de voorgevel bevindt zich een ingebouwde toren van drie geledingen, met een ingesnoerde naaldspits.
Het 14e-eeuws gotisch koor met driezijdige sluiting is uitgevoerd in mergelsteen.

## Meubilair
Het orgel, geplaatst in 1892, werd gebouwd door Pereboom & Leijser uit Maastricht. De meeste neogotische schilderingen zijn verdwenen, op een Verrijzenistafereel boven de scheiboog na.
Er is een stenen Onze-Lieve-Vrouw met Kind, uit de 15e eeuw, een gepolychromeerd houten Sint-Martinusbeeld (17e eeuw), een als altaar hergebruikte communiebank in Lodwijk XVI-stijl uit het 4e kwart van de 18e eeuw en een zeldzame Kruisweg, geschilderd achter glas, in het begin van de 19e eeuw.